# Smolkov (dělostřelecká tvrz)
Dělostřelecká tvrz Smolkov je součástí československého opevnění budovaného v letech 1935-1938. Tvrz se nalézá východně od Opavy, nedaleko obce Háj ve Slezsku.
Tvrz Smolkov je tvořena pěti objekty: pěchotním srubem MO-S 40 „Nad silnicí“, dělostřeleckým srubem MO-S 39 „U trigonometru“, objektem pro dělostřeleckou otočnou a výsuvnou věž MO-S 38 „V lese“, dělostřeleckou pozorovatelnou MO-S 42 „Nad Hájem“ a vchodovým objektem MO-S 41 „Nad Valchou“.
Všechny objekty Smolkova jsou napojeny na rozsáhlý podzemní systém, který má přibližně tvar písmene ypsilon. Jako u okolních objektu došlo za okupace k vytržení pancéřových prvků (střílny hlavních zbraní , kopule a zvony). Během druhé světové války testovala německá armáda na tvrzi ocelové sítě na ochranu před bombardováním a na sklonku války byly ostřelovány Rudou armádou (MO-S 39). V současnosti tvrz využívá Armáda České republiky a vnitřní prostory slouží jako skladiště. Přístup do nitra tvrze není povolen. Návštěvník si může prohlédnout exteriéry jednotlivých objektů, kromě objektu vchodového, který je obklopen plotem a je veřejnosti nepřístupný. Povrchem tvrze prochází značená turistická stezka.

## Galerie

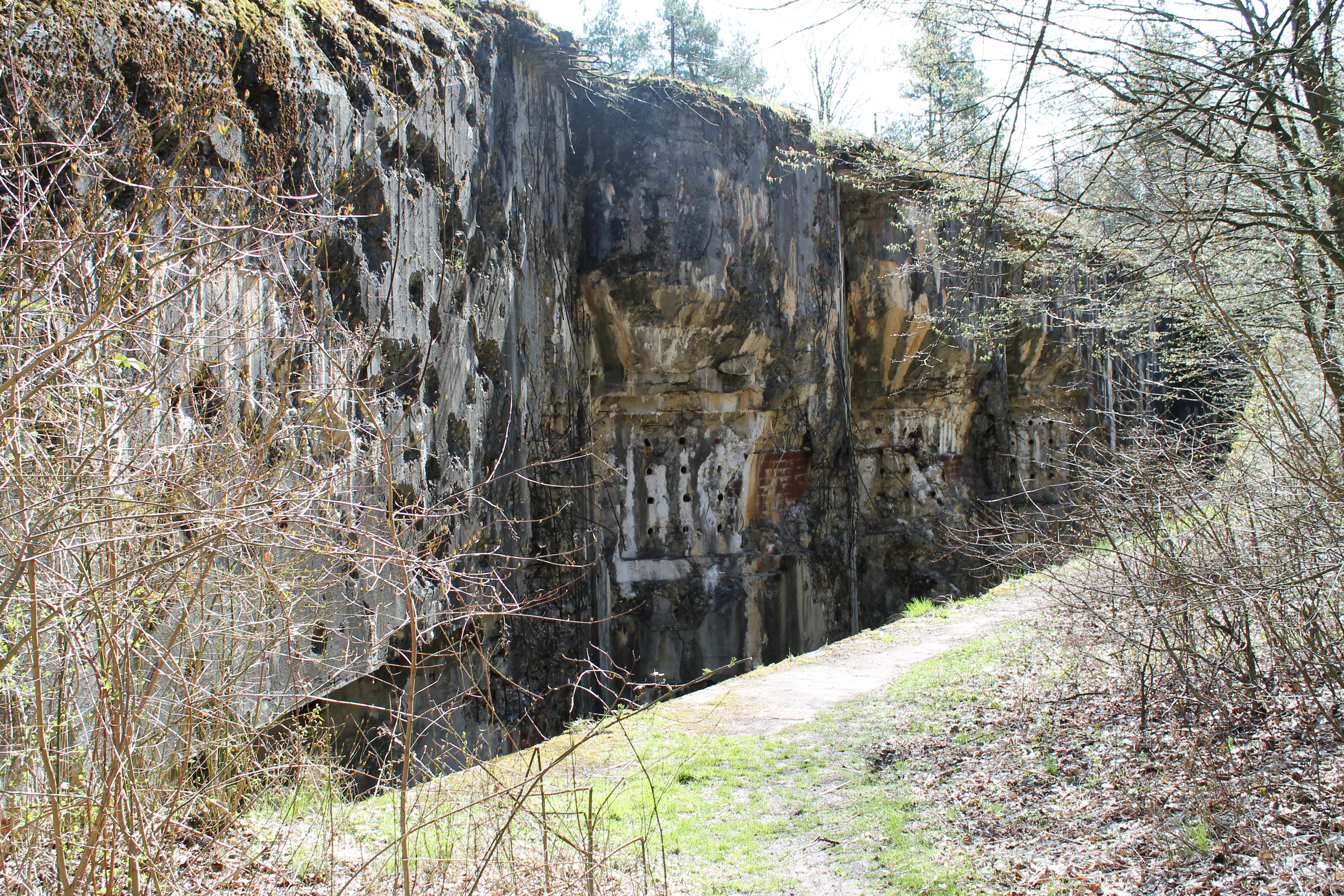
Dělostřelecký srub MO-Sm-S 39 „U trigonometru“
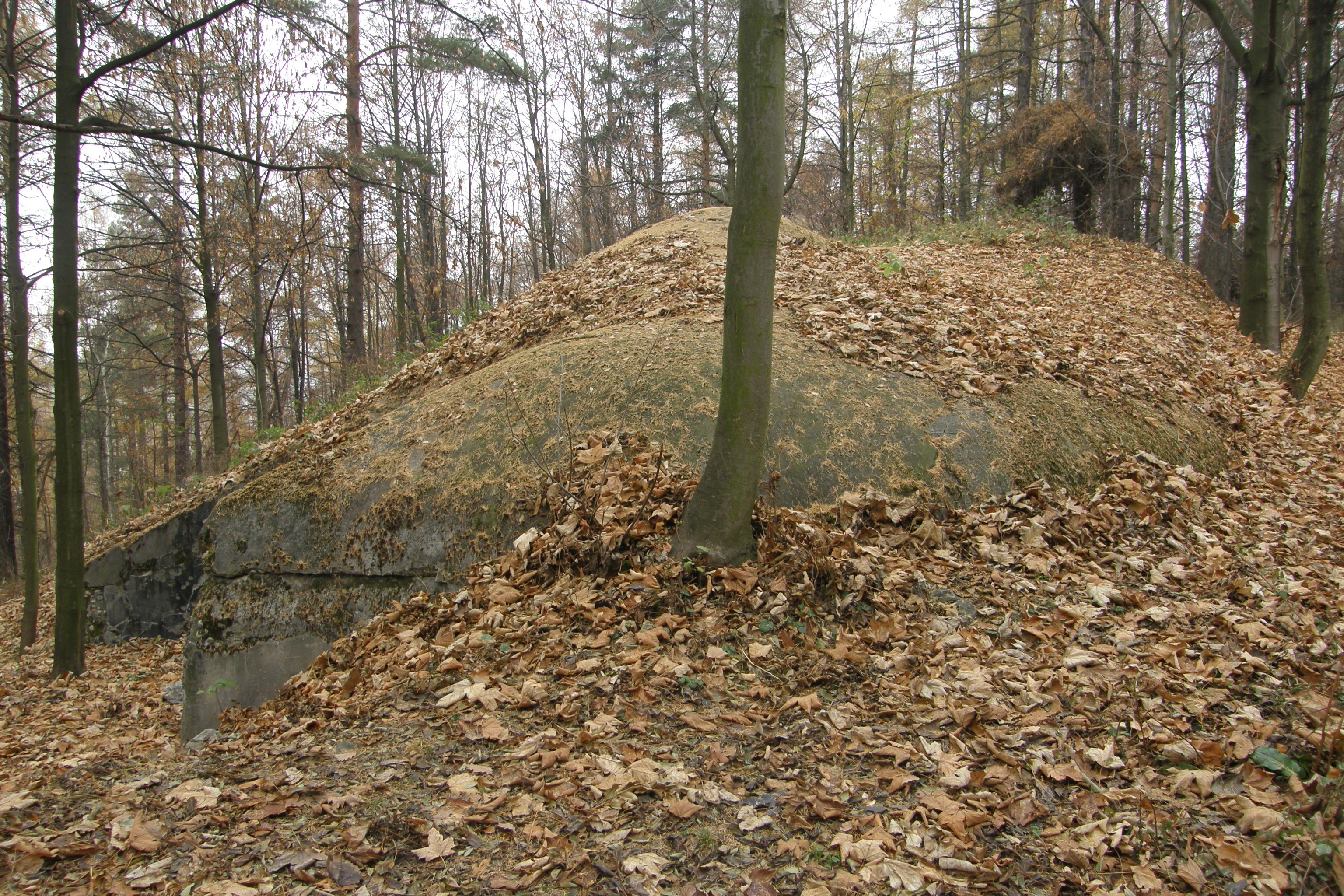
Pěchotní srub MO-Sm-S 40 „Nad silnicí“
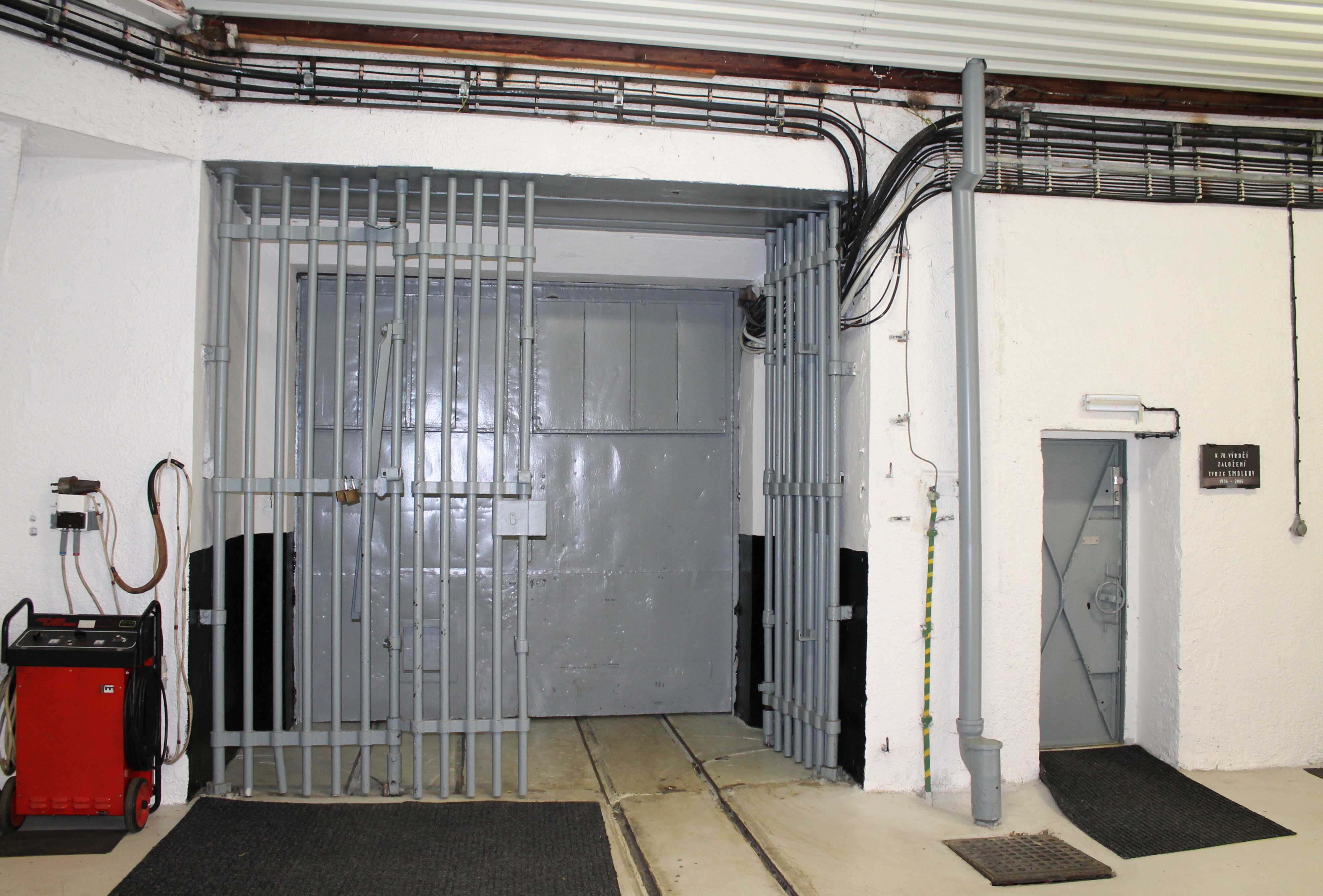
Vchodový objekt MO-Sm-S 41 „Nad Valchou“
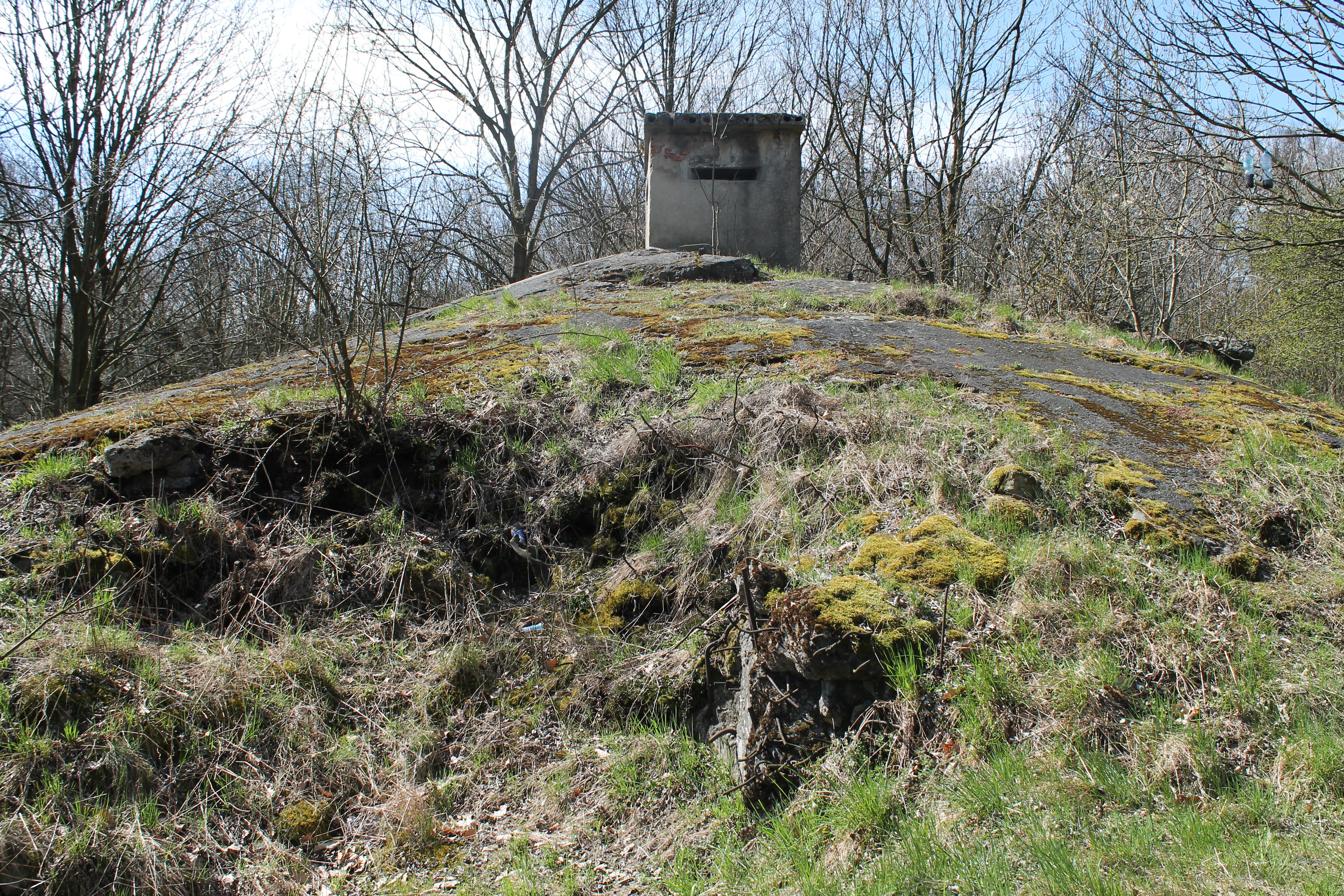
Dělostřelecká pozorovatelna MO-Sm-S 42 „Nad Hájem“